# Doppiozero
doppiozero è una rivista culturale fondata il 14 febbraio 2011, edita in italiano e inglese dalla omonima casa editrice. Nata su iniziativa di un gruppo di docenti universitari, la rivista si occupa prevalentemente di letteratura e cinema, nonché di cultura politica e temi sociali, e si avvale della collaborazione di scrittori, critici, giornalisti, ricercatori di diverse discipline, compresi giovani studiosi e autori affermati. Nel 2021, direttore editoriale della rivista era Marco Belpoliti.

## Storia editoriale
La rivista si propone di trattare l'attualità in forma culturale e "si distingue per una tendenza all’approfondimento verticale, raro nelle testate online, per esempio con serie di articoli che affrontano lo stesso tema da un punto di vista diverso". Tra gli esempi più significativi di "approfondimento verticale" si segnalano il dossier (oltre 180 articoli) sull’Unità d’Italia, o quello sulla didattica a distanza.
Oltre che di letteratura e "politiche culturali", doppiozero si occupa anche di discipline specifiche con una "ricerca costante di linguaggio e tematiche attuali", utilizzando anche nell'apparato iconografico "un preciso intento simbolico e di contaminazione dell’immaginario".
Nel maggio 2015 il blog ha lanciato una campagna di crowdfunding per rinnovare i propri strumenti di comunicazione. Dal 1° al 9 aprile 2017, si è tenuta a Ravenna la prima Festa di Doppiozero, dal titolo Gli Irregolari, con la partecipazione della scrittrice Simona Vinci e del musicista Giovanni Lindo Ferretti. In collaborazione con il Circolo dei lettori, doppiozero organizza a Novara il festival Scarabocchi, su disegno e improvvisazione, giunto nel 2022 alla quinta edizione.